# Sally's Blighted Career
Sally's Blighted Career è un cortometraggio muto del 1918 diretto da Al E. Christie (Al Christie).

## Produzione
Il film fu prodotto dalla Christie Film Company.

## Distribuzione
Il film - un cortometraggio in due bobine - uscì nelle sale cinematografiche USA il 28 aprile 1919.